# Dongqianhu (köpinghuvudort i Kina, Zhejiang Sheng, lat 29,79, long 121,63)
Dongqianhu (kinesiska: 东钱湖, 东钱湖镇) är en köpinghuvudort i Kina. Den ligger i provinsen Zhejiang, i den östra delen av landet, omkring 150 kilometer öster om provinshuvudstaden Hangzhou. Antalet invånare är 66 244. Befolkningen består av 32 495 kvinnor och 33 749 män. Barn under 15 år utgör 11,0 %, vuxna 15-64 år 79 %, och äldre över 65 år 9,0 %.
Runt Dongqianhu är det tätbefolkat, med 613 invånare per kvadratkilometer. Närmaste större samhälle är Ningbo, 12,5 km nordväst om Dongqianhu. Trakten runt Dongqianhu består till största delen av jordbruksmark.
Genomsnittlig årsnederbörd är 1 981 millimeter. Den regnigaste månaden är juni, med i genomsnitt 355 mm nederbörd, och den torraste är januari, med 68 mm nederbörd.